# 至信
至信（ししん、生没年不詳）とは、江戸時代の浮世絵師。

## 来歴
師系・経歴不明。画風は鈴木春信風または川又派風、作画期は明和の頃とされ肉筆美人画を残す。「至信」の読み方については従来「ししん」とされているが、これを「のりのぶ」、「みちのぶ」などと読む可能性も示されている。なお『風俗画と肉筆浮世絵』巻末の作品リストと『氏家浮世絵コレクション』（2014年刊）は、名を「田中至信」とする。

## 作品
- 「舟中吹笛図」　絹本着色　東京国立博物館所蔵
- 「遊女と若衆図」　紙本着色　東京国立博物館所蔵
- 「美人遊猫図」　紙本着色　たばこと塩の博物館所蔵　※「至信筆」の落款、「至信」の白文方印あり
- 「汐くみ美人図」　紙本着色　鎌倉国宝館所蔵　※「至信筆」の落款、「至信」の白文方印あり
- 「遊女と禿図」　絹本着色　日本浮世絵博物館所蔵　※「至信筆」の落款、「至信」の白文方印あり
- 「縁先に座る娘と金魚鉢を持つ少女」　紙本着色　光記念館所蔵　※「至信筆」の落款、「至信」の白文方印あり。那須ロイヤル美術館（小針コレクション）旧蔵
- 「見立玄宗図」　絹本着色　熊本県立美術館所蔵　※「至信筆」の落款、「至信」の白文方印あり
- 「見立玄宗皇帝楊貴妃」　絹本着色　ボストン美術館所蔵　※「至信筆」の落款あり。熊本県立美術館所蔵の「見立玄宗図」と同じ図様を描く。